# Parc Nacional Wind Cave
Wind Cave (Wind Cave National Park) és un parc nacional situat al comtat de Custer a Dakota del Sud (Estats Units), va ser el primer parc nacional creat específicament per protegir una cova. Establert el 3 de gener de 1903, i ara administrat pel Servei de Parcs Nacionals, els seus límits originals van ser relativament modestos. Més tard, el parc va ser ampliat per protegir els remats de bisons, uapitís i antilops americans sobre la terra. Actualment cobreix 13.697 hectàrees.

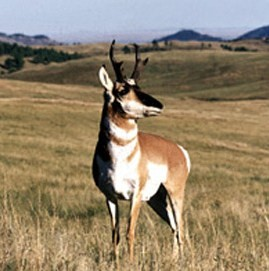
Un antílop americà sobre la terra del parc

Wind Cave és la sisena cova més llarga del món amb 223,94 quilòmetres de passatges explorats. La cova es destaca per l'existència de dos tipus d'espeleotemes, coneguts com a enreixat i agregat acicular. De fet Wind Cave conté la concentració d'enreixat mai descoberta.
Recentment els administradors del parc van reintroduir el turó de peus negres (Mustela nigripes) al parc amb la finalitat de controlar la població dels gossets de les praderies L'objectiu és restablir l'equilibri de l'ecosistema mitjançant la reintroducció d'aquests depredadors importants que abans es creien extints.